# Agrio (centauro)
Agrio (in greco antico Ἄγριος) era un personaggio della mitologia greca citato come uno dei centauri nelle dodici fatiche di Eracle.

## Mitologia
Durante la quarta fatica di Eracle, l'eroe fu ospite del centauro Folo figlio di Sileno. 

Egli non voleva aprire l'otre del vino in quanto sacro ma Eracle lo convinse a farlo ed una volta fatto ne uscì il profumo talmente forte da far accorrere altri centauri, fra cui Agrio, che fu cacciato da Eracle con un lancio continuato di carboni infuocati.